# Route nationale 751b
La route nationale 751B ou RN 751B était une route nationale française reliant Les Rosiers-sur-Loire à Gennes.
À la suite de la réforme de 1972, elle a été déclassée en RD 751B.

## Ancien tracé des Rosiers-sur-Loire à Gennes (D 751B)
- Les Rosiers-sur-Loire
- Gennes